# 천왕차량사업소
천왕차량사업소(Cheonwang Car Depot, 天旺車輛事業所)는 대한민국 서울특별시 구로구 오류동과 경기도 광명시 광명동에 걸쳐 있는 서울교통공사 서울 지하철 7호선의 차량기지다.

## 개요
주요 업무는 서울교통공사 7000호대 전동차, 인천교통공사 SR000호대 전동차, 인천교통공사 7000호대 전동차, 서울교통공사 6000호대 전동차의 경검수다. 이 차량기지 내에 따로 준설된 전철역은 없으며, 실제로 천왕역과는 멀리 떨어져 있고, 광명사거리역에서 천왕역으로 진입하기 전에 인입 선로로 연결된다. 출고 선로는 광명사거리역과 천왕역과 각각 하나씩 연결되어 있으며, 입고 선로는 천왕역과 연결되어 있다. 서울교통공사 7000호대 전동차, 인천교통공사 SR000호대 전동차, 인천교통공사 7000호대 전동차, 가 이 차량기지에서 출고할 때는 평일/공휴일 구분없이 1대를 제외한 모든 서울교통공사 7000호대 전동차, 인천교통공사 SR000호대 전동차가 천왕역 방향으로 연결된 출고 선로를 타고, 온수역으로 출고하며, 광명사거리역 방향으로 출고하는 서울교통공사 7000호대 전동차, 인천교통공사 SR000호대 전동차, 인천교통공사 7000호대 전동차는 하루에 아침에 출고하는 1대뿐이며, 이 서울교통공사 7000호대 전동차, 인천교통공사 SR000호대 전동차, 인천교통공사 7000호대 전동차는 광명사거리역부터 영업을 시작하지 않고, 신풍역까지 공차회송한 후 신풍역부터 영업을 시작한다. 온수역에 종착한 서울교통공사 7000호대 전동차, 인천교통공사 SR000호대 전동차, 인천교통공사 7000호대 전동차는 천왕역 방향으로 회차하여 천왕역과 연결되어 있는 연결 선로를 타고, 이 차량기지로 입고한다.

## 업무
- 서울교통공사 7000호대 전동차, 인천교통공사 SR000호대 전동차, 인천교통공사 7000호대 전동차, 서울교통공사 6000호대 전동차[4] 입·출고 검수관리

## 배속 차량
- ● 서울 지하철 7호선 : 737편성~772편성